# Châlonvillars
Châlonvillars – miejscowość i gmina we Francji, w regionie Burgundia-Franche-Comté, w departamencie Górna Saona.
Według danych na rok 1990 gminę zamieszkiwało 1066 osób, a gęstość zaludnienia wynosiła 140 osób/km² (wśród 1786 gmin Franche-Comté Châlonvillars plasuje się na 157. miejscu pod względem liczby ludności, natomiast pod względem powierzchni na miejscu 600.).